# یواس‌اس پاتریوت (ام‌سی‌ام-۷)
یواس‌اس پاتریوت (ام‌سی‌ام-۷) (به انگلیسی: USS Patriot (MCM-7)) یک کشتی است که طول آن ۲۲۴ فوت (۶۸ متر) می‌باشد. این کشتی در سال ۱۹۹۰ ساخته شد.